# Lispe argenteifacies
Lispe argenteifacies är en tvåvingeart som beskrevs av Grimshaw 1901. Lispe argenteifacies ingår i släktet Lispe och familjen husflugor. Inga underarter finns listade i Catalogue of Life.